# كاني عينعلي (مقاطعة دهغلان)
كاني عينعلي (بالفارسية: کانی عینعلی) هي قرية تقع في قسم قوري تشاي الريفي (مقاطعة دهغلان) في إيران. يقدر عدد سكانها بـ 16 نسمة بحسب إحصاء 2016.